# Alonopsis elongata
Alonopsis elongata är en kräftdjursart som beskrevs av Sars 1862. Alonopsis elongata ingår i släktet Alonopsis och familjen Chydoridae. Inga underarter finns listade i Catalogue of Life.